# Поду-Урсулуй
Поду-Урсулуй (рум. Podu Ursului) — село у повіті Прахова в Румунії. Входить до складу комуни Вербілеу.
Село розташоване на відстані 83 км на північ від Бухареста, 27 км на північ від Плоєшті, 58 км на південний схід від Брашова.

## Населення
За даними перепису населення 2002 року у селі проживали 42 особи, усі — румуни. Усі жителі села рідною мовою назвали румунську.